# Embajador Martini
Embajador Martini é um município da província de La Pampa, na Argentina.